# Chuyến bay 6 của UPS Airlines
Chuyến bay 6 của UPS Airlines (5X6/UPS6) là chuyến bay chở hàng do UPS Airlines khai thác. Vào ngày 3 tháng 9 năm 2010, chiếc Boeing 747-400F bay từ Dubai, Các Tiểu vương quốc Ả Rập Thống nhất đến Cologne, Đức đã bốc cháy khiến chiếc 747 gặp nạn, giết chết cả hai phi công, những người duy nhất trên máy bay. Đó là vụ tai nạn hàng không thảm khốc đầu tiên của UPS Airlines. Vụ tai nạn đã đánh giá lại các quy trình an toàn bảo vệ máy bay khỏi khói trong buồng lái.

## Máy bay
Chiếc Boeing 747-400F (đăng ký N571UP), được giao cho UPS Airlines vào ngày 21 tháng 9 năm 2007. Nó đã bay được hơn 10.000 giờ và đã được kiểm tra vào tháng 6 năm 2010  Trước khi gặp nạn, đây là một trong những chiếc mới nhất (1.393 trong số 1.418; thứ 26 từ chiếc cuối cùng), là chiếc 747 được chế tạo trước chiếc 747-8.

## Chuyến bay
Chuyến bay 6 khởi hành từ sân bay quốc tế Dubai lúc 14:53 UTC ngày 3 tháng 9 năm 2010 để đến sân bay quốc tế Cologne Bon. Cơ trưởng là ông Douglas Lampe, 48 tuổi, ở Louisville, Kentucky và cơ phó là ông Matthew Bell, 38 tuổi, đến từ Sanford, Florida.
Lúc 15:15 các chứng chỉ EICAS hiện thông báo FIRE MAIN DK FWD xuất hiện trên màn hình chỉ EICAS trên, và phi công thông báo đám cháy trong buồng lái khi máy bay là khoảng 120 hải lý (138 mi; 222 km) về phía tây bắc của Dubai. Các phi công dưới sự kiểm soát của trạm kiểm soát không lưu Bahrain (ATC), và họ không thể bước đầu liên hệ với Dubai ATC do khói dày trong buồng lái che khuất bảng điều khiển radio. Mặc dù các phi công được đề nghị chuyển hướng đến Doha, Qatar, cơ trưởng Lampe đã đưa ra quyết định trở về Dubai. Khói dày đòi hỏi các phi công phải liên lạc với các máy bay gần đó qua VHF để chuyển tin nhắn đến Bahrain ATC, vì cơ phó Bell không thể nhìn thấy radio vì khói. Việc chuyển tiếp tin nhắn từ UPS 6 bao gồm ba chiếc Boeing 737-800 do Flydubai vận hành và chiếc 747-400 khác của Dubai Royal Air Wing, tên máy bay Dubai One.
Cơ trưởng Lampe đã tắt chế độ bay tự động và lái chiếc 747 bằng tay. Khi làm như vậy, ông phát hiện ra rằng ông không có điều khiển thang máy. Ngọn lửa đã cháy qua lớp lót chống cháy bảo vệ bao trùm khoang hàng hóa và phá hủy hệ thống điều khiển bay chính, làm tê liệt bảng điều khiển chiếc 747. Vào lúc 15:20, mặt nạ oxy của Lampe thất bại và ông từ bỏ lái máy bay cho cơ phó Bell. Cơ trưởng Lampe rời khỏi chỗ ngồi của mình để lấy mặt nạ oxy được nhét sau ghế, nhưng bị bất lực bởi khói và mất ý thức, ngã xuống sàn buồng lái. Người ta tin rằng đám cháy cũng đã cắt nguồn cung cấp oxy cho mặt nạ EROS, khiến cơ trưởng Lampe không còn oxy để trở về ghế phi công và lái chiếc 747. Cơ phó Bell được hướng dẫn hạ cánh trên đường băng 12L của sân bay Dubai.
Máy bay bay quá cao trong cách tiếp cận và thiết bị càng không mở. Chiếc 747 đi qua sân bay trước khi thực hiện một bước ngoặt chặt chẽ. Bell đã cố gắng quay về hướng sân bay quốc tế Sharjah nhưng vô tình rẽ nhầm hướng. Liên lạc radar đã bị mất ngay sau đó lúc 15:42 UTC. Máy bay cuối cùng đã chạm đất ở một góc nông ở tốc độ cao tại một khu vực không có dân cư giữa đường Emirates và xa lộ Al Ain. Cánh phải chạm đất trước và chiếc 747 bốc cháy trượt vài mét, và phát nổ trong một quả cầu lửa, giết chết Bell ngay lập tức.

## Hậu quả
Vào tháng 10 năm 2010, FAA đã đưa ra một cảnh báo an toàn cho các nhà khai thác nhấn mạnh thực tế rằng hàng hóa trên chuyến bay 6 có chứa một lượng lớn pin loại lithium. FAA đã ban hành một hạn chế đối với việc mang theo pin lithium hàng loạt trên các chuyến bay chở khách. Boeing thông báo rằng danh sách kiểm tra 747-400F sẽ được sửa đổi để hướng dẫn cho các phi công rằng ít nhất một trong ba hệ thống điều hòa không khí phải hoạt động để ngăn chặn sự tích tụ khói quá mức trên sàn máy bay.
Vụ tai nạn đã làm hồi sinh mối lo ngại về ảnh hưởng của khói trong buồng lái, đặt ra câu hỏi liệu có nên giới thiệu máy hút khói trong hàng không thương mại hay không. Trong khoảng thời gian xảy ra vụ tai nạn, Ủy ban An toàn Giao thông Quốc gia Hoa Kỳ (NTSB) đã yêu cầu Cục Hàng không Liên bang Hoa Kỳ (FAA) ủy quyền lắp đặt hệ thống chữa cháy tự động trong hầm máy bay chở hàng. Các hãng hàng không của UPS đã tuân theo các quy định của FAA, trong đó tuyên bố rằng các phi công nên làm suy giảm cabin chính và leo lên độ cao ít nhất 20.000 feet (6.100 m) khi phát hiện ra đám cháy để dập tắt ngọn lửa.

## Điều tra
Cơ quan Hàng không Dân dụng Tổng hợp các Tiểu vương quốc Ả Rập Thống nhất (GCAA) đã mở một cuộc điều tra về vụ tai nạn, được hỗ trợ bởi NTSB. Chính phủ Bahrain quyết định tiến hành điều tra riêng về vụ tai nạn. UPS cũng đã gửi nhóm điều tra riêng của mình. Các máy ghi dữ liệu chuyến bay và ghi âm buồng lái đã được thu hồi và gửi sang Hoa Kỳ để phân tích bởi các NTSB.
GCAA đã công bố báo cáo điều tra cuối cùng vào tháng 7 năm 2013, báo cáo chỉ ra rằng vụ hỏa hoạn là do sự tự động nội dung của một pallet hàng hóa, trong đó có hơn 81.000 pin lithium và các vật liệu dễ cháy khác. Việc tắt máy điều hòa không rõ nguyên nhân dẫn đến khói vào buồng lái.

## Phim truyền hình
Vụ tai nạn đã truyền cảm hứng vào mùa thứ 15 của Mayday (Air Crash Investigation) (Tạm dịch: Điều tra tai nạn hàng không) vào ngày 11 tháng 1 năm 2016. Tập phim được phát sóng trên kênh National Geographic ở Vương quốc Anh có tên là "Fatal Delivery" (Tạm dịch: Sự giao hàng chết chóc).